# ヴァルハディ＝ナーグプリ語
ヴァルハディ＝ナーグプリ語（ヴァルハディ＝ナーグプリご、ヴァルハディ＝ナーグプリ語: वऱ्हाडी、英: Varhadi-Nagpuri）は、マラーティー語の方言である。インドのマハーラーシュトラ州 ヴィダルバ地区で話されている。隣接する州（マディヤ・プラデーシュ州、チャッティースガル州、アーンドラ・プラデーシュ州）の一部に居住するマラーティー人によっても話されている。

## 言語名別称
- Berar Marathi
- Berari
- Dhanagari
- Kumbhari
- マディヤ・プラデーシュ・マラーティー語（Madhya Pradesh Marathi）

## 方言
- Brahmani (vah-bra)
- Kosti (vah-kos)
- Govari (vah-gov)
- Jhadpi (vah-jha)
- Natakani (vah-nat)
- Kunban (vah-kun)
- Katia (vah-kat)
- Kunbi (vah-kub)
- Mahari (vah-mah)
- Marheti (vah-mar)
- Raipur (vah-rai)